# Navigazione d'area

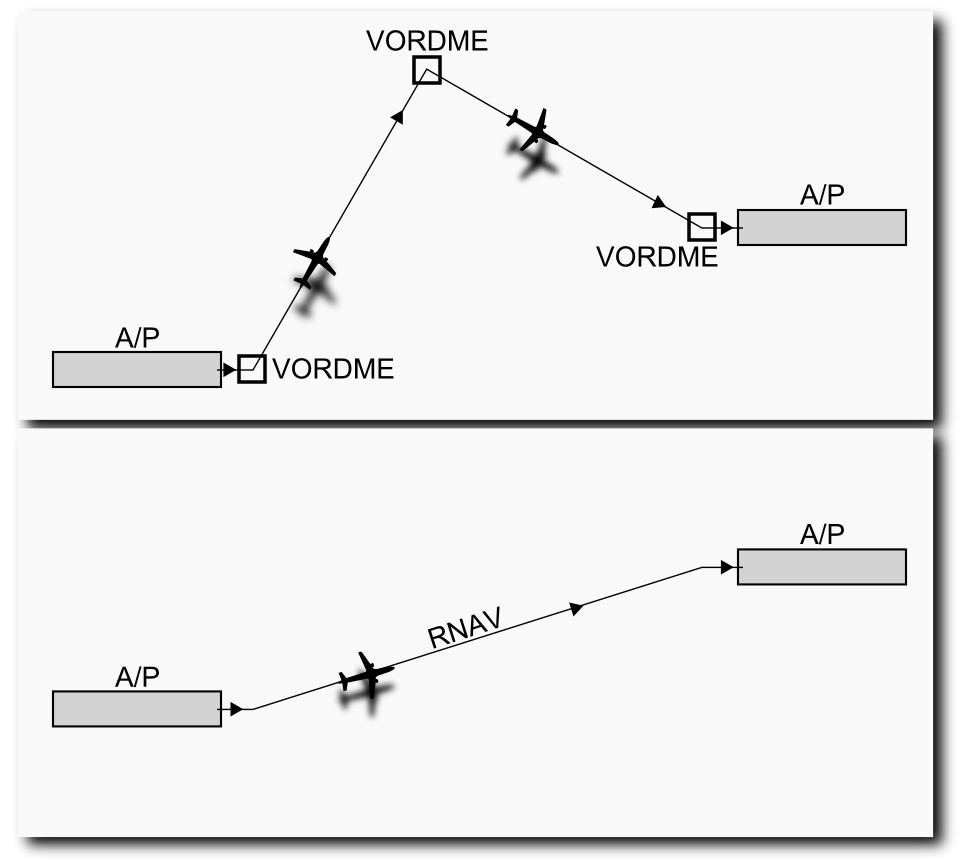
Vantaggi della navigazione d'area rispetto alla navigazione IFR tradizionale

La navigazione d'area, in lingua inglese area navigation (in sigla, RNAV, da aRea NAVigation) è un metodo di navigazione aerea durante il quale un aeromobile percorre, seguendo le regole del volo strumentale, qualsiasi rotta all'interno di una specifica area mediante l'ausilio di radioassistenze oppure di sistemi di navigazione autonomi o avvalendosi di entrambe le apparecchiature.
Alcune rotte ATS standard percorse dagli aeromobili grazie alle procedure di navigazione d'area, prendono il nome di rotte RNAV.

## Metodo di navigazione
La navigazione RNAV si basa sull'utilizzo di un computer di bordo che elabora le informazioni provenienti da radioassistenze oppure da rilevamenti GPS e le converte in informazioni di posizione, calcolando inoltre la rotta e la distanza per raggiungere un punto scelto dal pilota e fornendo continue indicazioni circa le necessarie variazioni di rotta che dovessero rendersi necessarie lungo il volo. Il computer, tuttavia, non è in grado di discriminare eventuali errori nelle informazioni rilevate e non dipendenti dal sistema di bordo
I punti verso cui dirigere la navigazione (waypoint) sono contenuti in un database pre-caricato sul computer che necessita di continui aggiornamenti e integrazioni.

## Equipaggiamenti di bordo

### Specifiche tecniche
Gli apparati di bordo devono come minimo avere le seguenti capacità:
- fornire senza interruzione le indicazioni di rotta che devono essere rappresentate su di uno schermo ben visibile da parte del pilota;
- fornire indicazioni sulla distanza e la prua verso i waypoint;
- fornire indicazioni circa la velocità al suolo dell'aeromobile oppure il tempo stimato di volo per raggiungere un waypoint;
- avere la funzionalità di archiviazione dei dati di navigazione;
- continuo monitoraggio del corretto funzionamento e relativo sistema di allarme.

### Precisione
L'accuratezza delle informazioni di posizione fornite dall'apparato RNAV di bordo è direttamente proporzionale alla sua potenza di calcolo ed alla qualità dei dati registrati dai sensori. Gli standard internazionali definiscono varie categorie di apparati in funzione della loro precisione e l'appartenenza ad una categoria è condizione necessaria per poter operare secondo il metodo RNAV all'interno di specifici spazi aerei. Tali requisiti prendono il nome di Required Navigation Performance.
Precedentemente all'introduzione del concetto di Required Navigation Performance, nello spazio aereo di competenza dell'European Civil Aviation Conference era applicata una diversa classificazione degli apparati RNAV che è stata convertita nella nuova classificazione ossia:
- Basic RNAV (B-RNAV), la cui approssimazione nel calcolo della posizione dell'aeromobile è uguale o inferiore alle 5 NM, è equivalente all'attuale classificazione RNP-5 RNAV;[5]
- Precision RNAV (P-RNAV) la cui approssimazione nel calcolo della posizione dell'aeromobile è uguale o inferiore ad 1 NM, è equivalente all'attuale classificazione RNP-1 RNAV.[5]

## Vantaggi
La diffusione del metodo RNAV, potendosi applicare a voli controllati e non controllati, civili e militari, determina una serie di vantaggi quali l'aumento della capacità degli spazi aerei, il risparmio nei costi delle operazioni di volo e la diminuzione del carico di lavoro per i piloti ed i controllori del traffico aereo ad incremento della sicurezza aerea. I vantaggi precedentemente accennati derivano dalla possibilità di:
- creare rotte dirette tra gli aerodromi, con conseguente riduzione delle distanze di percorrenza;
- creare rotte parallele o a scorrimento multiplo[7] a copertura dei principali itinerari, al fine di consentire una maggiore flusso del traffico nella fase di navigazione in rotta;
- creare rotte alternative per alleggerire zone ad alta densità di traffico;
- creare rotte standard strumentali di partenza e rotte standard di arrivo ottimali al fine di diluire i flussi di traffico in arrivo e in partenza presso aerodromi maggiormente congestionati;
- identificare posizioni ottimali per i circuiti di attesa;
- predisporre rotte alternative da attivare su iniziativa ATC per accelerare i flussi di traffico;
- assegnare rotte non standard per risolvere problemi contingenti di traffico;
- effettuare procedure di avvicinamento strumentale o di discesa attraverso la copertura nuvolosa verso un aerodromo non equipaggiato con radioassistenze idonee;
- creazione di procedure specifiche per particolari tipologie di aeromobili, ad esempio STOL o elicotteri.

## Rotte RNAV
Secondo le convenzioni ICAO, le rotte RNAV sono identificate da un codice definito come segue:
- un prefisso (solo se necessario) costituito dalla lettera "U" per le rotte poste negli spazi aerei superiori, "K" per le rotte ad uso esclusivo degli elicotteri e "S" per le rotte dedicate alle attività supersoniche;
- una seconda lettera come prefisso (solo se necessario) ad indicare rotte soggette al servizio consultivo per il traffico aereo "F", ad indicare rotte lungo le quali è erogato il Servizio Informazioni Volo "G";
- una lettera scelta tra "L" "M" "N" "P" "Q" "T" "Y" "Z"
- un numero scelto tra 1 e 999.

## Procedure RNAV

Procedura di avvicinamento strumentale basata sul metodo RNAV

Le caratteristiche intrinseche di versatilità del sistema di navigazione RNAV lo rendono particolarmente utile nella conduzione di:
- avvicinamenti strumentali;
- lungo una STAR, nelle fasi di volo immediatamente precedenti all'avvicinamento per l'atterraggio;
- successivamente al decollo, lungo una SID.

La possibilità dei più recenti sistemi di fornire, oltre alle indicazioni di posizione sul piano orizzontale, anche quelle sul piano verticale (indicazioni di quota), consentono di integrare le indicazioni barometriche fornite dall'altimetro con quelle dell'RNAV garantendo maggiore precisione e sicurezza nel rispetto delle quote minime pubblicate per tali procedure.
La normativa internazionale prevede che la nomenclatura di tali procedure pubblicate nella documentazione aeronautica ufficiale (AIP, Aeronautical Information Circulars e Notams) identifichi chiaramente la tipologia RNAV delle procedure volate ed in particolare rispetti i seguenti principi addizionali:
- permettere l'identificazione di ogni procedura in modo chiaro permettendo l'immediata distinzione tra SID o STAR e le altre rotte ATS;
- compatibilità con la capacità di rappresentazione e archiviazione delle strumentazioni e dei display a bordo dei velivoli;
- brevità della codificazione ed assenza di ridondanze;
- versatilità tale da permettere future integrazioni senza la necessità di modifiche sostanziali nel sistema di codificazione.